# Adam Pynacker

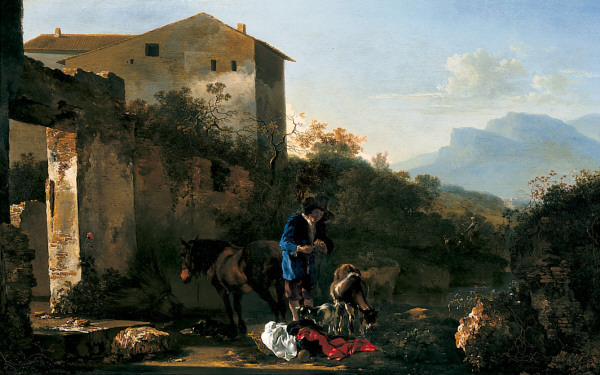
Krajobraz ze stadem kóz, ok. 1650

Adam Pynacker lub Pijnacker (ur. 13 lutego 1622 w Pijnacker, zm. 28 marca 1673 w Amsterdamie) – holenderski malarz barokowy, pejzażysta.

## Życiorys
Urodził się w rodzinie kupca wina, według historiografa sztuki Arnolda Houbrakena wyjechał na kilka lat do Włoch, gdzie znalazł się pod wpływem Claude Lorraina. Po powrocie do ojczyzny mieszkał i pracował w Delfcie, Schiedam i Amsterdamie. W 1658 przeszedł na katolicyzm ze względu na małżeństwo z Evą Marią de Geest, córką malarza Wybranda de Geesta. Jego uczniem był Frederik de Moucheron.
Adam Pynacker uprawiał italianizujące malarstwo pejzażowe pod wyraźnym wpływem Jana Botha, Jana Weenixa i Jana Asselyna. Jego prace przedstawiają zwykle sielskie i wyidealizowane włoskie krajobrazy. Odznaczają się bogactwem subtelnych efektów świetlnych i poetyckim nastrojem.
Największe zbiory prac artysty posiada Rijksmuseum w Amsterdamie. W Muzeum Narodowym w Warszawie znajduje się obraz Krajobraz włoski ze stadem, który uchodzi za jedno z najlepszych dzieł artysty.

## Wybrane prace
- Barka na rzece, Amsterdam,
- Krajobraz włoski, Rotterdam,
- Sanktuarium w Italii, Haga.
- Pejzaż z myśliwymi, Dulwich College, Londyn.